# Canon EF

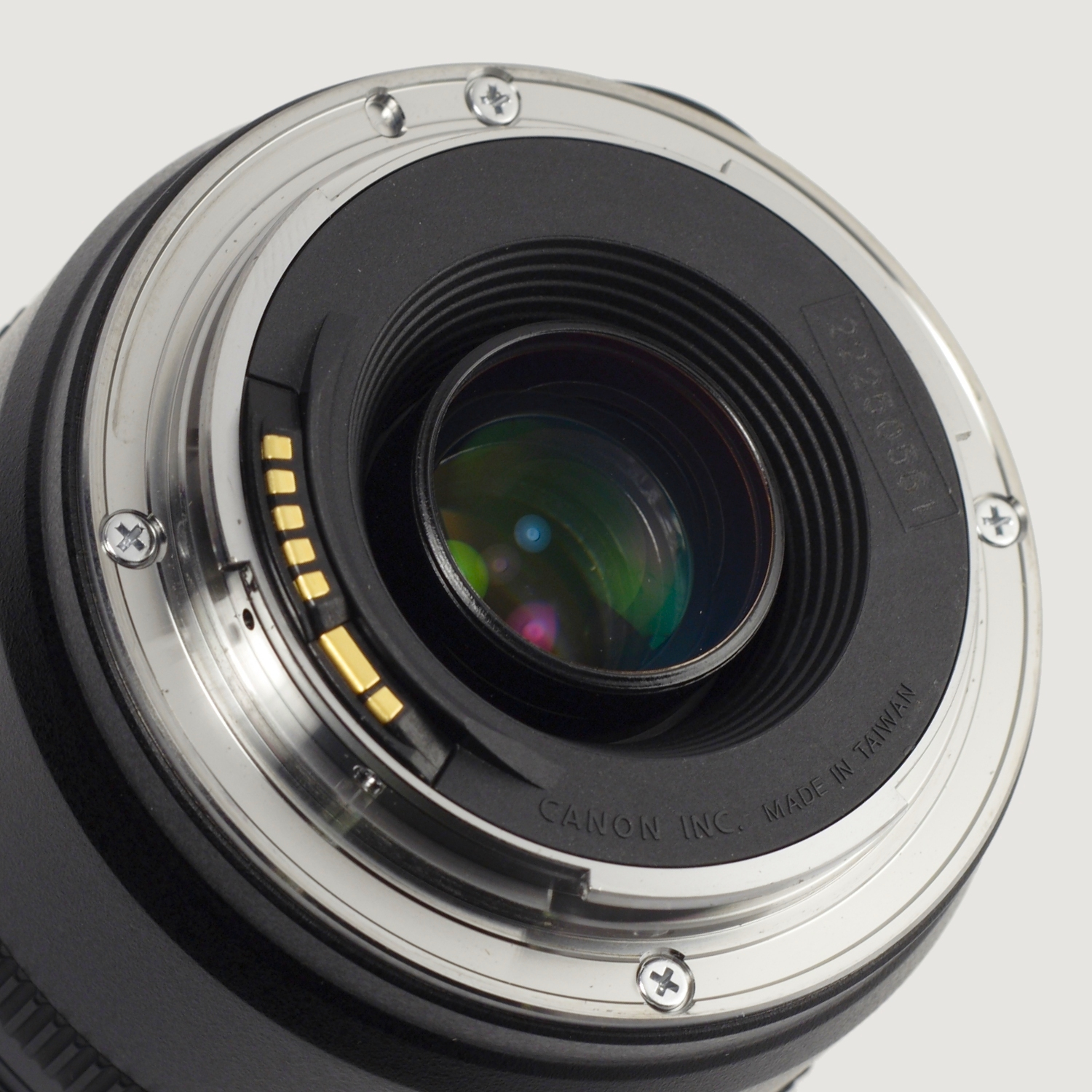
Objektiv med Canon EF-fattning. Till vänster om linsöppningen syns guldfärgade elektriska kontakter.

Canon EF är objektivfattningen för Canon EOS-serien. EF är en akronym för "Electro-Focus" vilket syftar på att automatisk fokusering i objektivet sker med en inbyggd motor och all kommunikation mellan objektivet och kameran sker elektroniskt. 
EF-fattningen introducerades av Canon 1987. Vid denna tidpunkt hade alla konkurrenter sina autofokusmotorer i kamerahusen. Fattningsdiametern på 54 mm var också större än vad konkurrenterna hade på sina småbildskameror och möjliggjorde större bländare. 

## Objektivmodeller

### MP-E

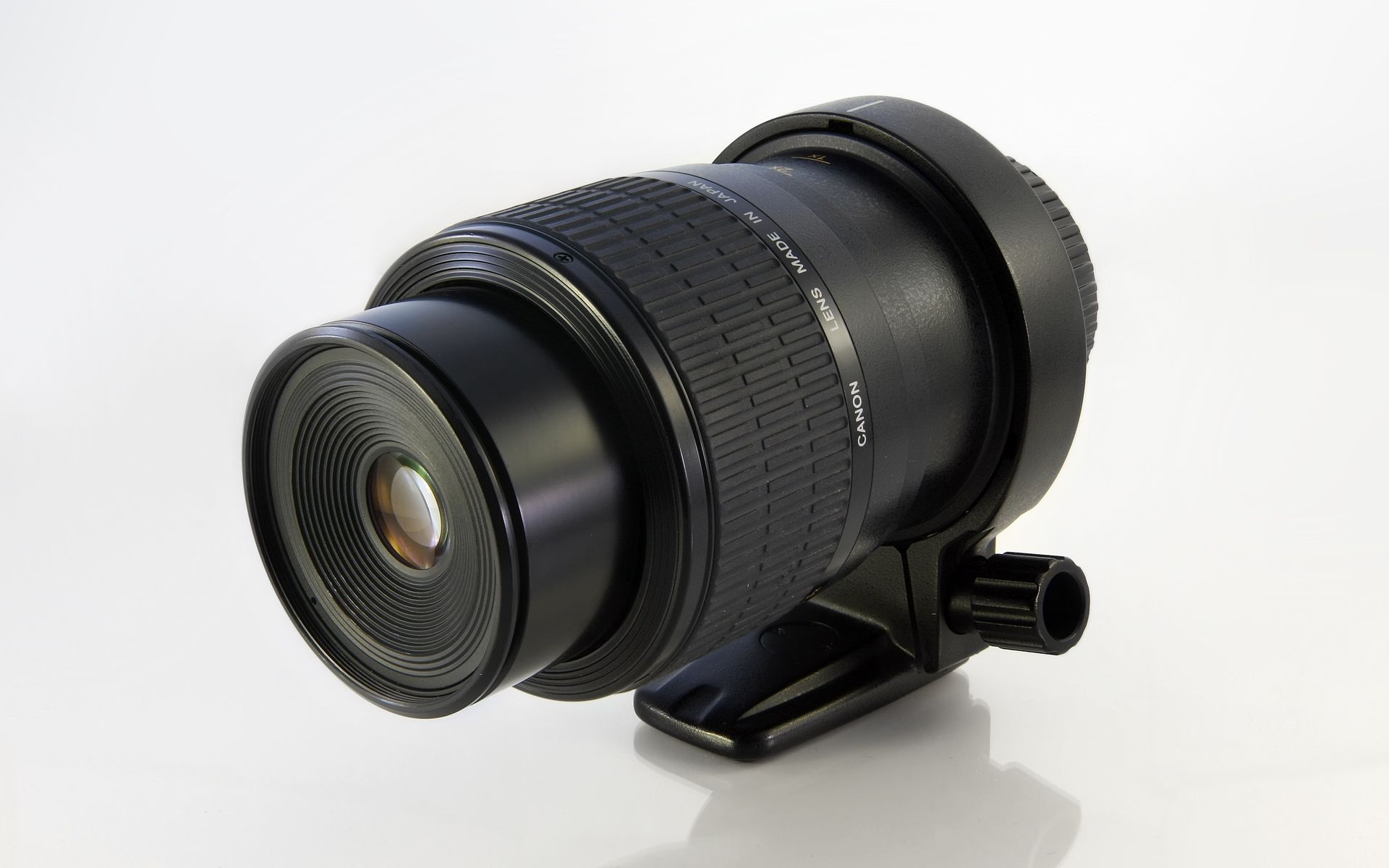
Canons MP-E65mm f/2,8

MP står för Macro Photo. Canon har endast släppt ett objektiv med denna beteckning: Canon MP-E 65 mm f/2,8 1-5x Macro Photo med 65 mm brännvidd. Detta extrema objektiv fungerar bara inom intervallet 1–5 gångers förstoringsgrad (på bildplanet). Objektivet kan inte användas till annat än makro. 

### TS-E
TS står för Tilt-and-Shift. Dessa objektiv är designade för perspektivkorrektion, men kan också användas för allmänfotografering. 
- TS-E 24 mm f/3,5L
- TS-E 45 mm f/2,8
- TS-E 90 mm f/2,8